# Urraca Gómez
Urraca di Saldaña (Urraca anche in spagnolo, in asturiano, in aragonese, in portoghese, in galiziano e in catalano e Urraka in basco; seconda metà del secolo X – 1038) fu Contessa consorte di Castiglia, dal 995 al 1017.

## Origine
Urraca, come riporta URRACA. UN NOMBRE EGREGIOEN LA ONOMÁSTICA ALTOMEDIEVAL., era figlia di Gómez Diaz, conte di Saldaña, della famiglia dei Banu Gómez, e della zia di Sancho, Muniadomna Fernández di Castiglia, figlia di Fernan Gonzales.

Gómez Diaz sempre secondo URRACA. UN NOMBRE EGREGIOEN LA ONOMÁSTICA ALTOMEDIEVAL., era figlio di Diego Muñoz de Saldaña, conde de Saldaña e della di lui moglie, Trígrida.

## Biografia
Nel 994, Urraca era stata data in moglie al cugino, Sancho Garcés, che, come ci viene confermato dal documento n° VII del Cartulario del infantado de Covarrubias, inerente la fondazione del monastero, era figlio del conte di Castiglia, García Fernández e di Ava di Ribagorza.
Più o meno in quel periodo, l' hajib di al-Andalus, Almanzor, avrva appoggiato una rivolta di Sancho Garcés contro il padre, il conte Garcia, come riportano gli Annales Complutense.

Da quel momento la Castiglia fu divisa in due parti, una governata da Garcia e l'altra da Sancho, che aveva l'appoggio della madre, Ava, come riporta la Gran Enciclopèdia Catalana.
il suocero, Garcia, morì prigioniero a Cordova, nell'estate del 995, come riportano gli Annales Complutense; mentre il Chronicon Burgense riporta che fu catturato, dopo essere stato ferito in riva al Duero e che morì durante il trasferimento a Cordova ed infine fu inumato nel Monastero di San Pedro de Cardeña. 

La contea fu ereditata, assieme al titolo di conte, da suo figlio, il ribelle, Sancho Garcés.
Fondò assieme al marito il Monastero benedettino di San Salvador a Oña, nel 1011, dov'è ancor oggi tumulata.
Suo marito, Sancho Garcés, morì prematuramente, nel 1017, come riporta la Cronaca Burgense, probabilmente in battaglia, come riporta la Recherches sur l'histoire et la littérature de l'Espagne pendant le moyen age, tome premier.

Dopo la morte di Sancho Garcés, la contea fu ereditata, assieme al titolo di conte, da suo figlio, García Sánchez, di circa sette anni, come riporta la Historia y ficción en la épica medieval castellana.

Durante la minore età del figlio, García Sánchez, la reggenza fu esercitata da diversi nobili castigliani e da Urraca Gómez, come riporta il Diccionario biográfico español, Real Academia de la Historia, che dal 1025, anno in cui García raggiunse la maggior età, si ritirò nel monastero di Covarrubias, dove, secondo gli Anales Toledanos I, nel corso del 1038, fu uccisa dalle truppe musulmane.

## Figli
Urraca a Sancho diede cinque figli:
- Fernando Sánchez (994-prima del marzo 999), data in cui i genitori fecero una donazione, per la sua anima.
- Munia di Castiglia (995-1066), contessa di Castiglia, sposò, nel 1010, il re di Navarra Sancho III Garcés il Grande, come conferma la Crónica Latina de los reyes de Castilla[13]
- Trígrida di Castiglia (998-1029), badessa del Monastero benedettino di San Salvador di Oña.
- Sancha Sánchez di Castiglia (1006-1026), sposò il conte di Barcellona, Berengario Raimondo I lo Storpio
- García Sánchez (1010-1029), conte di Castiglia[8].

### Fonti primarie
- (LA)  Cartulario del infantado de Covarrubias
- (LA)  España sagrada. Volumen 23
- (FR)  #ES Recherches sur l'histoire et la littérature de l'Espagne pendant le moyen age, tome premier

### Letteratura storiografica
- (ES)  #ES URRACA. UN NOMBRE EGREGIOEN LA ONOMÁSTICA ALTOMEDIEVAL. 4. La condesa Urraca de Castilla, mujer del Conde Sancho García.
- (ES)  Crónica Latina de los reyes de Castilla. I. Desde los condes de Castilla hasta la muerte de Sancho III.
- (ES)  #ES Historia y ficción en la épica medieval castellana. El Romanz del Infant García.